# Pastinaca corsica
Pastinaca corsica är en flockblommig växtart som beskrevs av Théodore Caruel. Pastinaca corsica ingår i släktet palsternackor, och familjen flockblommiga växter. Inga underarter finns listade i Catalogue of Life.